# Ned Rothenberg

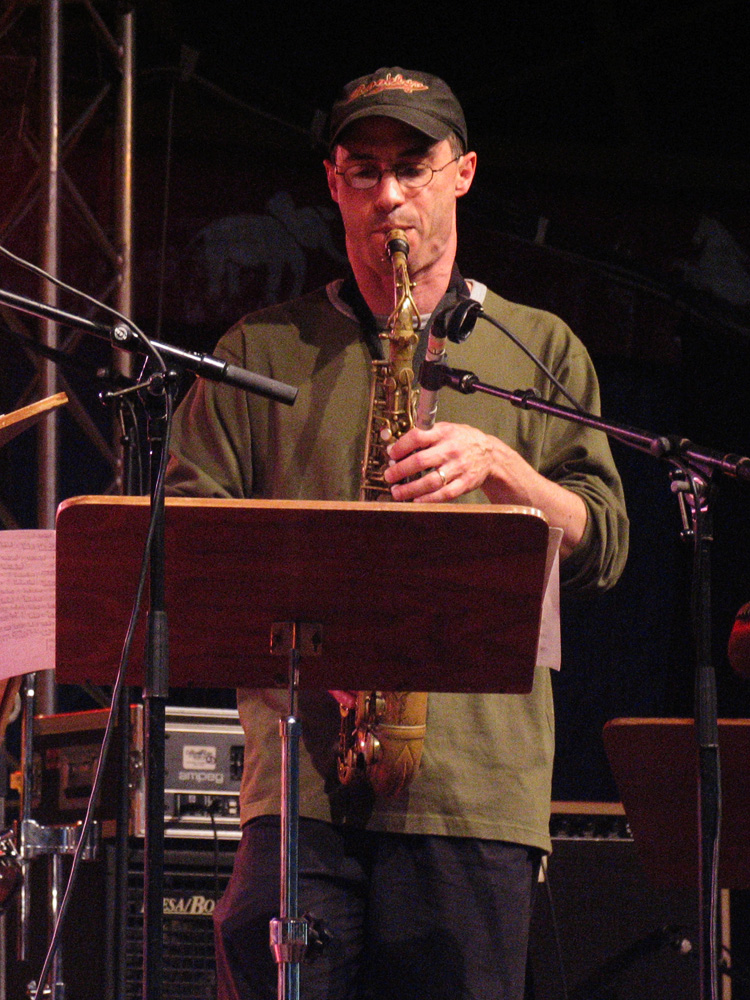
Ned Rothenberg auf dem Moers Festival 2004

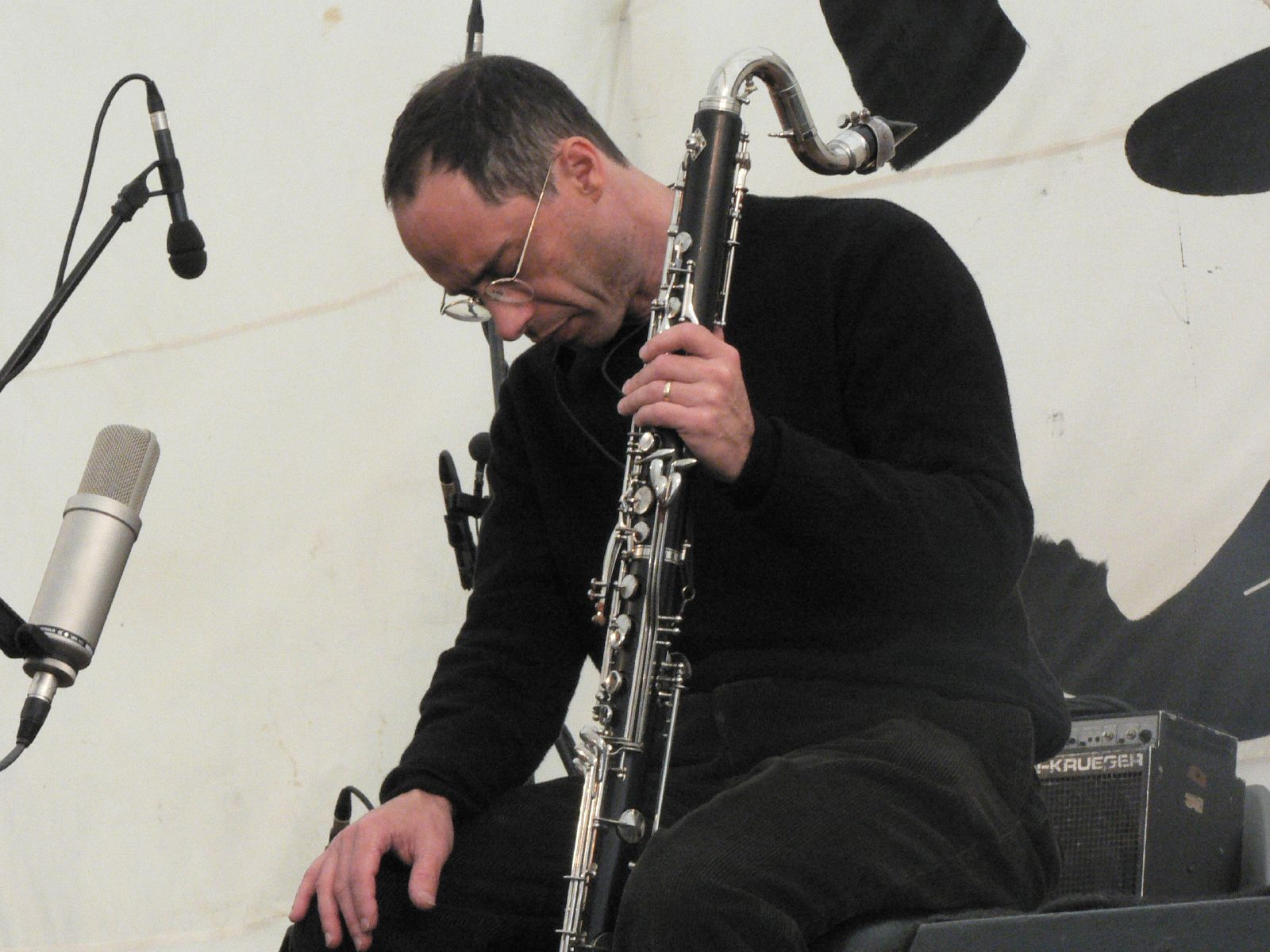
Ned Rothenberg beim Appleby Jazz Festival 2007

Ned Rothenberg (* 15. September 1956 in Boston) ist ein US-amerikanischer Jazz- und Improvisationsmusiker (Klarinetten, Altsaxophon, Flöten).

## Leben und Wirken
Rothenberg hatte bereits als Kind Klarinette gelernt und eroberte sich alle Holzblasinstrumente bis hin zur japanischen Shakuhachi. Er studierte am Oberlin-Konservatorium und am Berklee College of Music. 1978 zog er nach New York, wo er bald schon mit John Zorn, Fred Frith, Elliott Sharp und Arto Lindsay spielte. Bald begann er auch Solokonzerte zu spielen. Er ging mit Tom Cora, Peter Hollinger und Elliott Sharp auf Tournee in die Sowjetunion, tourte bald darauf mit Sainkho Namtchylak, mit der er das Duo-Album Amulet aufnahm. 
Auch spielte er im Trio New Winds mit dem Flötisten Robert Dick und J. D. Parran, Herb Robertson (Brooklyn-Berlin, 2000) bzw. Gerry Hemingway, aber auch im Trio Sync mit dem Gitarristen Jerome Harris und dem Tabla-Spieler Samir Chatterjee. Mit seinem Sextett Double Band trat er auf dem Moers Festival auf. Ferner legte er Duoaufnahmen mit Evan Parker vor, spielte in dessen Electro-Acoustic Ensemble (The Moment’s Energy, 2009) und war an Platten von Steve Lacy, Jason Hwang, Anthony Braxton, Marc Ribot, Tom Varner, George Lewis, Catherine Jauniaux/Barre Phillips (While You Were Out, 2010) oder Hamid Drake (Full Circle – Live in Lodz, 2018) beteiligt. Seine Musik, die sich weniger an Stilen, als vielmehr den Persönlichkeiten der Mitspieler orientiert, hat nach dem Urteil Martin Kunzlers Aufnahmeprojekte anderer Musiker – von Kip Hanrahan bis hin zu Heiner Goebbels – beflügelt. 2023 legte er bei Clean Feed das Album Crossings Four vor, eingespielt mit Sylvie Courvoisier, Mary Halvorson und Tomas Fujiwara, 2025 das Soloalbum Looms & Legends.